# Lijst van woonplaatsen in Utrecht
Een woonplaats is volgens de wet basisregistraties adressen en gebouwen (BAG) een "door het bevoegde gemeentelijke orgaan als zodanig aangewezen en van een naam voorzien gedeelte van het grondgebied van de gemeente." Iedere Nederlandse gemeente is verplicht haar volledige grondgebied in te delen in een of meerdere woonplaatsen. Het Kadaster, de beheerder van de Landelijke Voorziening BAG, kent aan iedere woonplaats een woonplaatscode toe. Deze wordt tussen haakjes achter de naam van de woonplaats weergegeven.

## Amersfoort

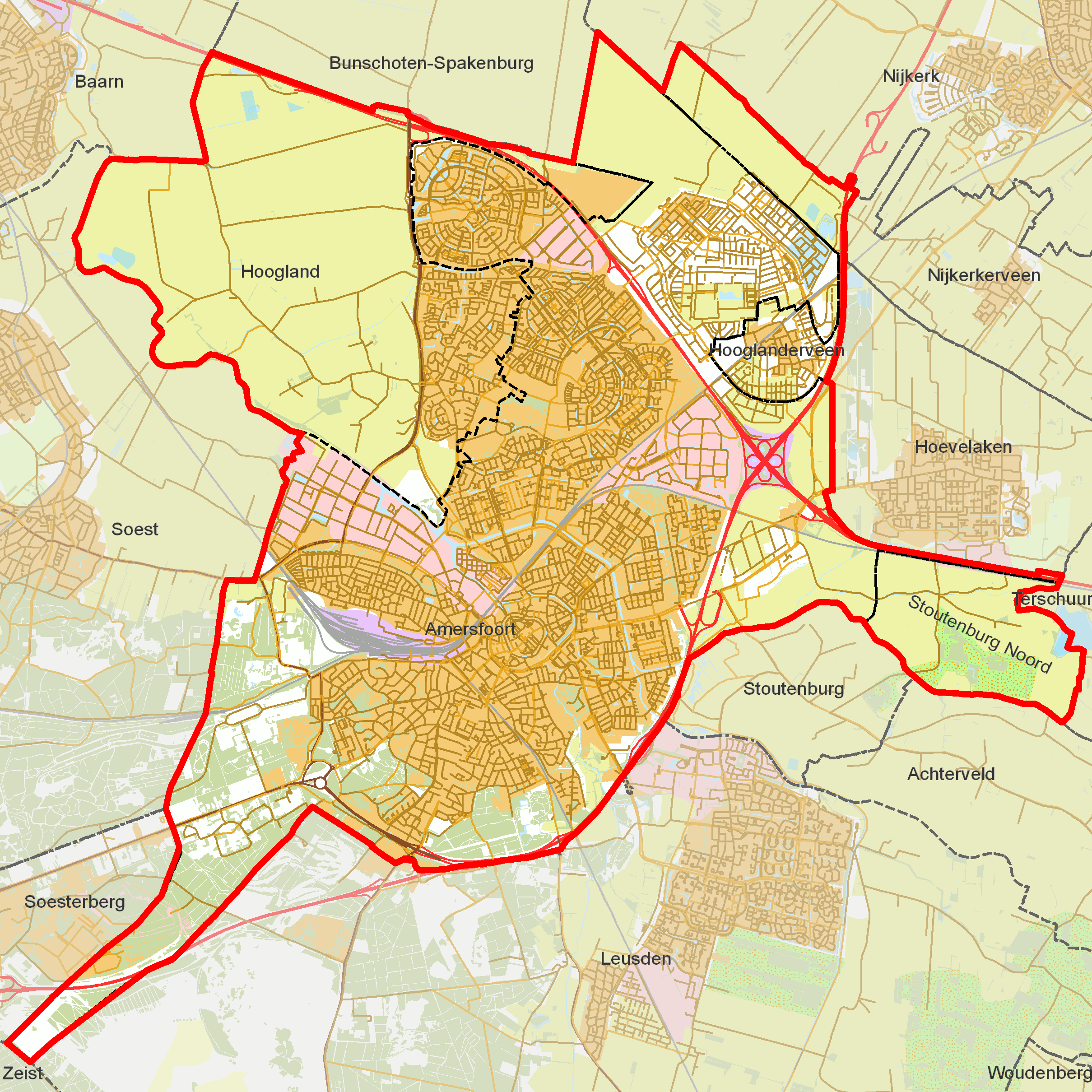
Woonplaatsen in de gemeente Amersfoort

- Amersfoort (1664)
- Hoogland (1665)
- Hooglanderveen (1666)
- Stoutenburg Noord (1667)

## Baarn

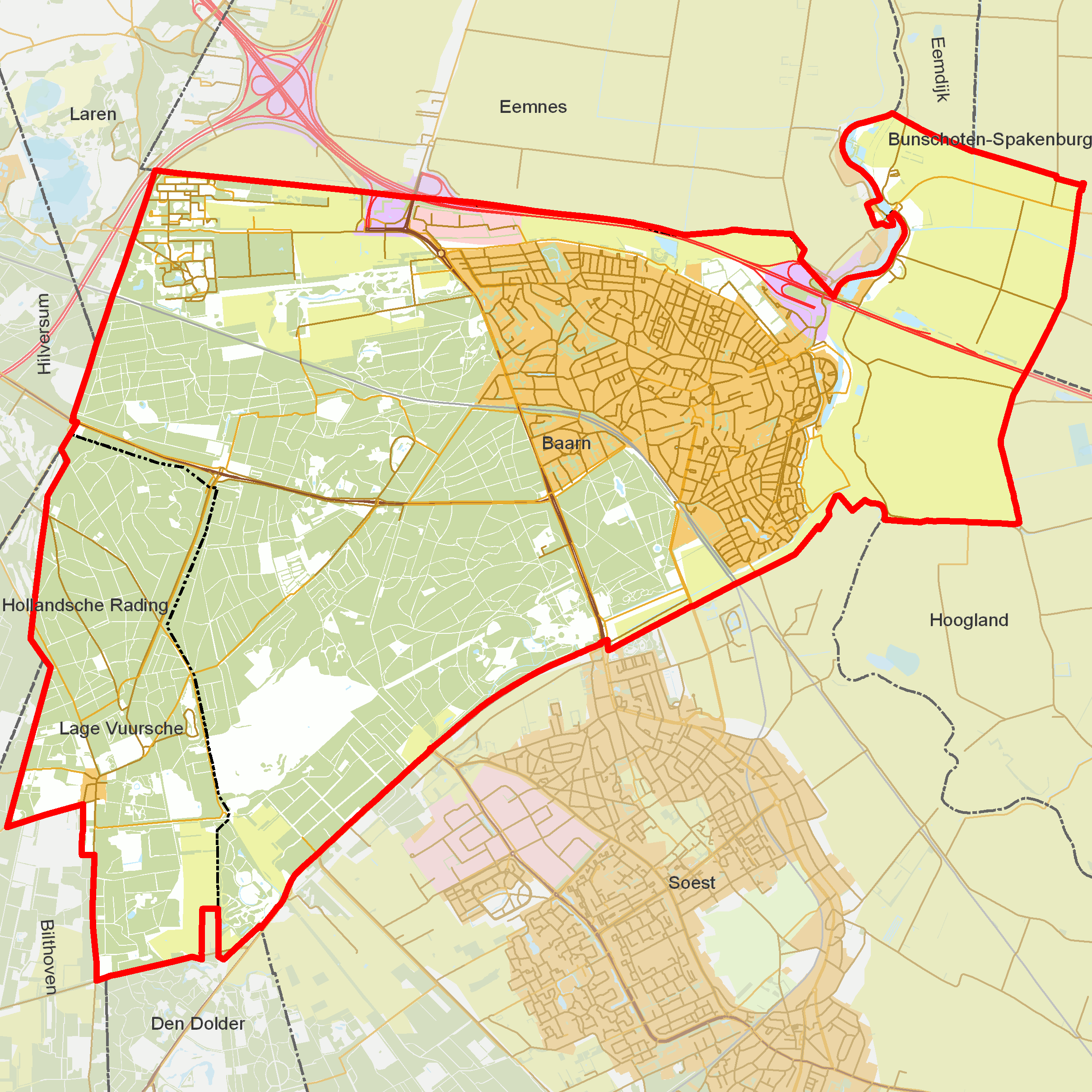
Woonplaatsen in de gemeente Baarn

- Baarn (1092)
- Lage Vuursche (1093)

## Bunnik

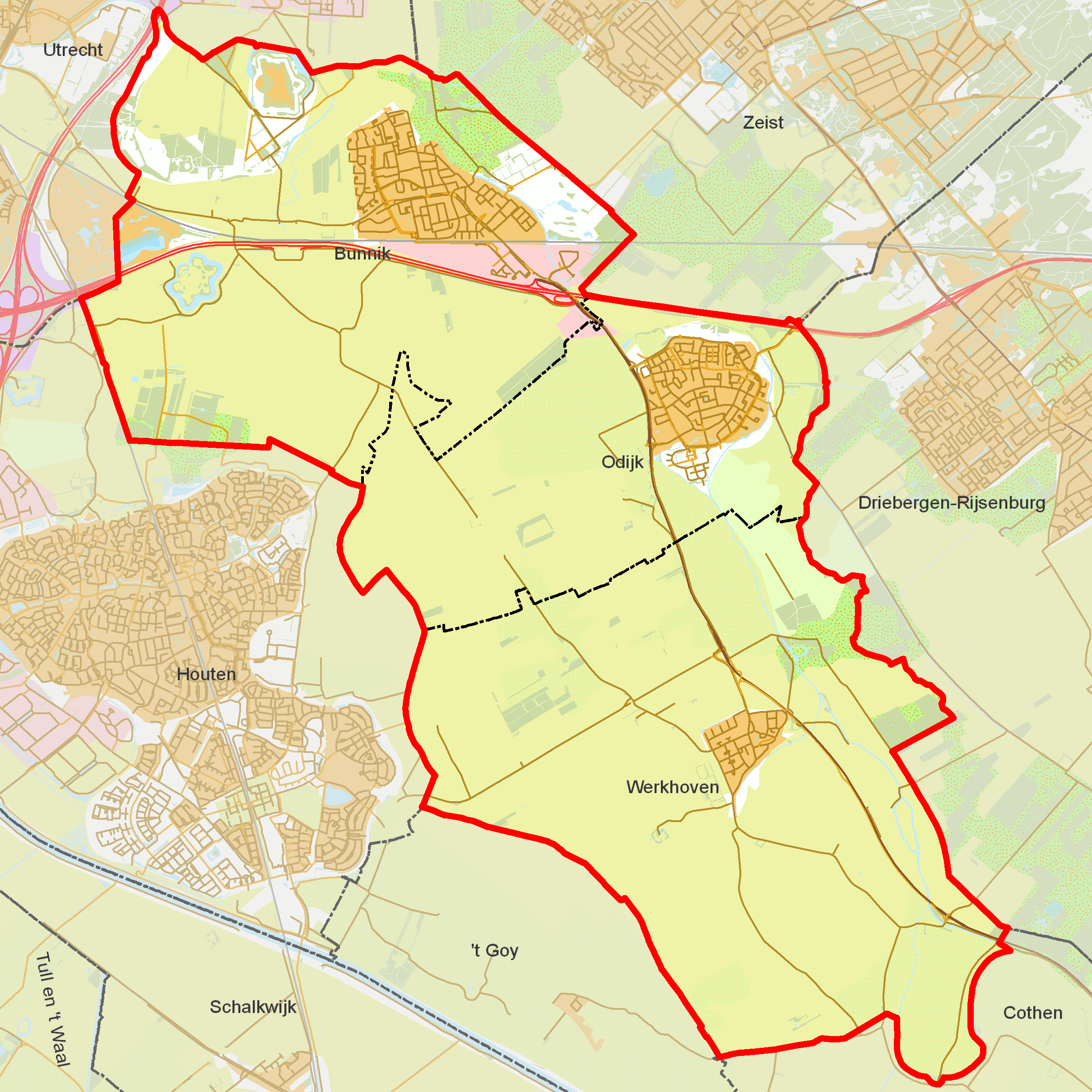
Woonplaatsen in de gemeente Bunnik

- Bunnik (2603)
- Odijk (2604)
- Werkhoven (2605)

## Bunschoten

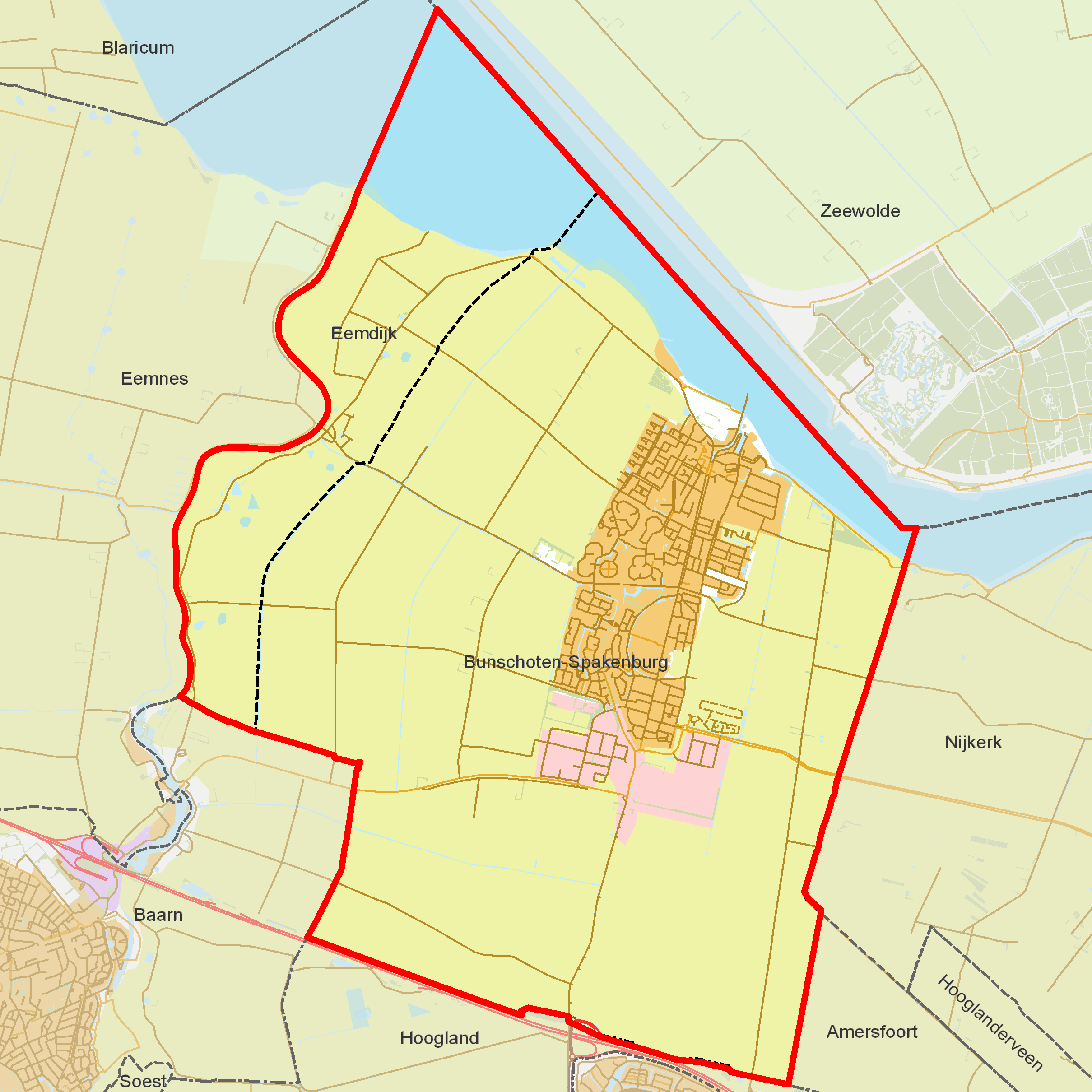
Woonplaatsen in de gemeente Bunschoten

- Bunschoten-Spakenburg (2237)
- Eemdijk (2238)

## De Bilt

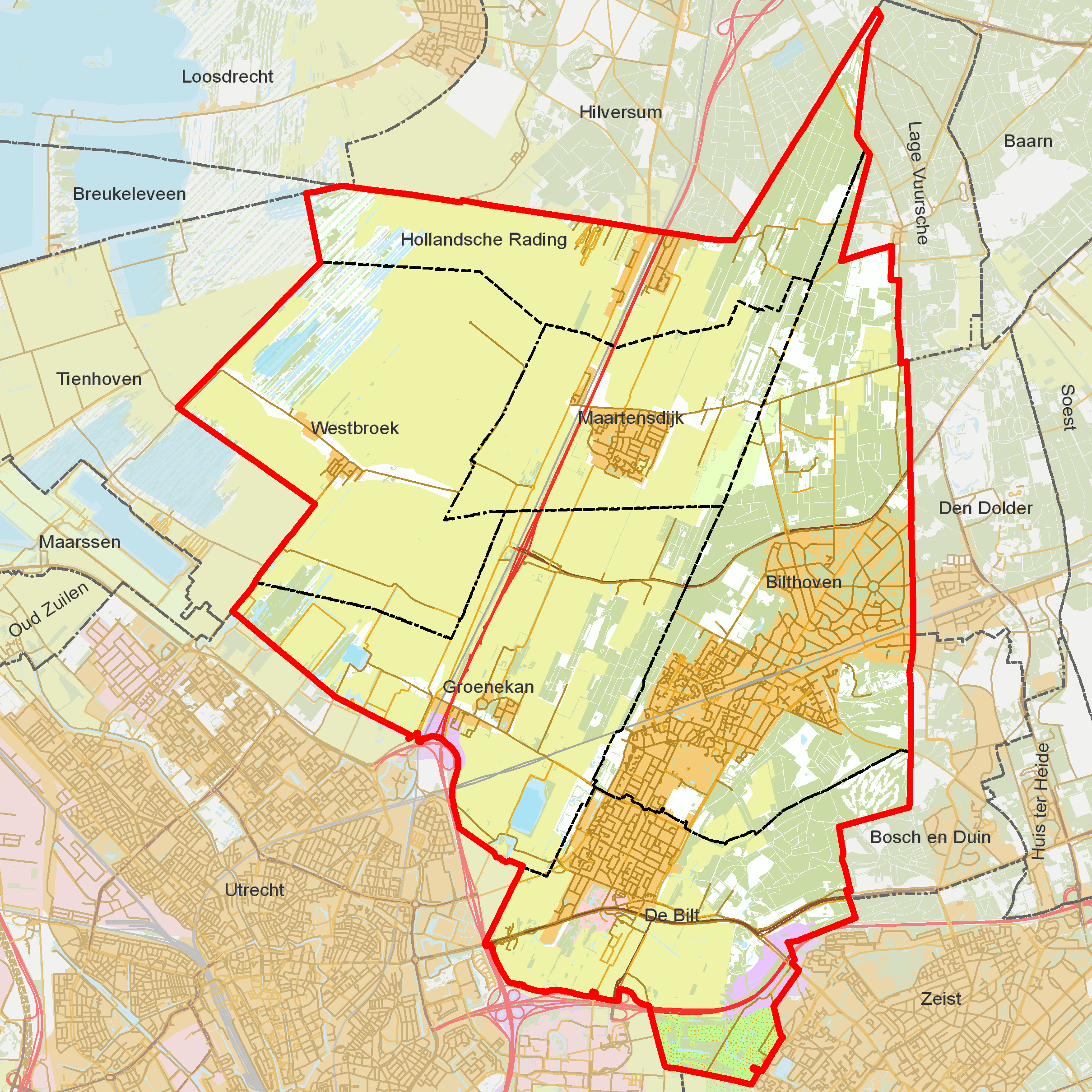
Woonplaatsen in de gemeente De Bilt

- Bilthoven (2935)
- De Bilt (2934)
- Groenekan (2937)
- Hollandsche Rading (2938)
- Maartensdijk (2936)
- Westbroek (2939)

## De Ronde Venen

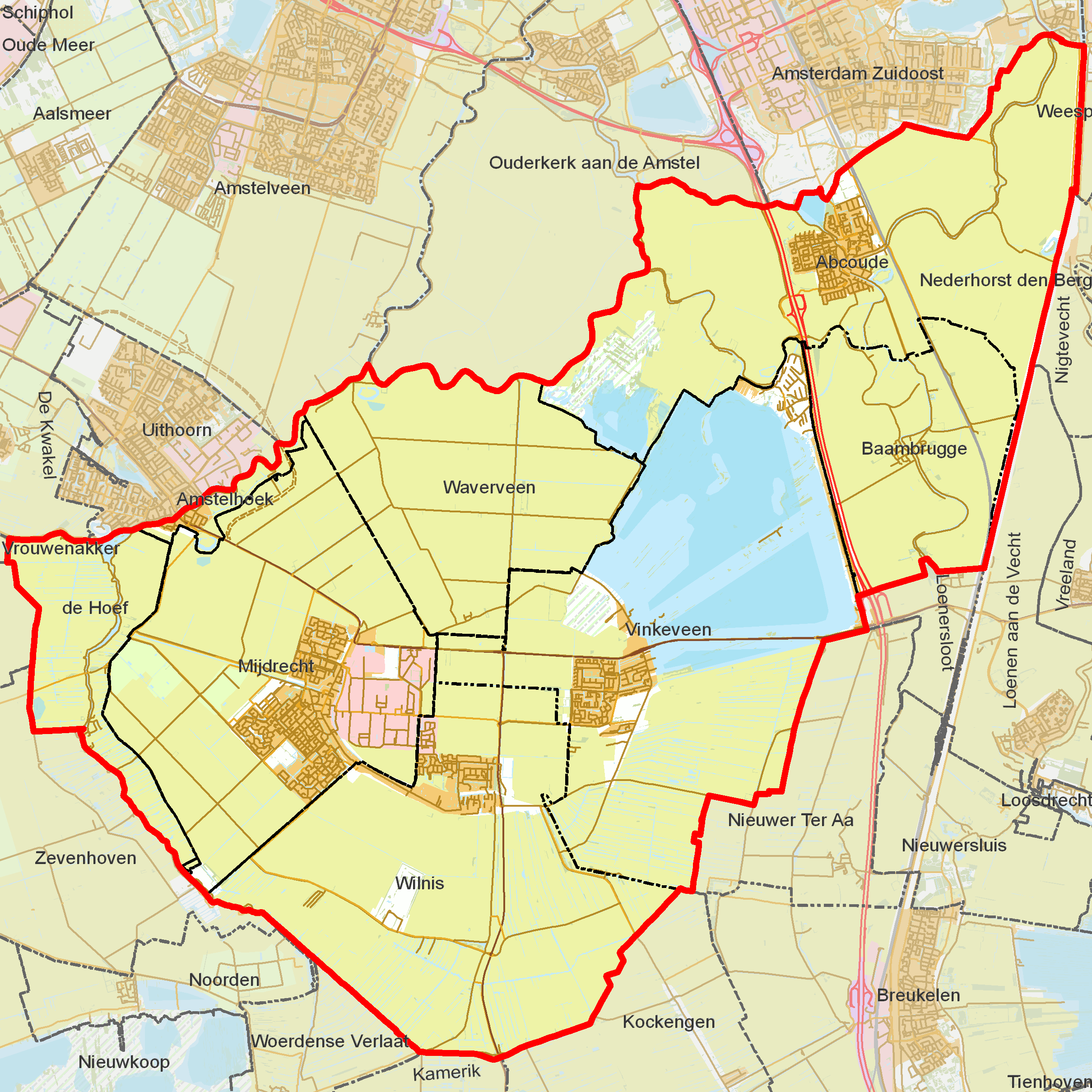
Woonplaatsen in de gemeente De Ronde Venen

- Abcoude (1332)
- Amstelhoek (1932)
- Baambrugge (1333)
- De Hoef (1934)
- Mijdrecht (1929)
- Vinkeveen (1930)
- Waverveen (1933)
- Wilnis (1931)

## Eemnes

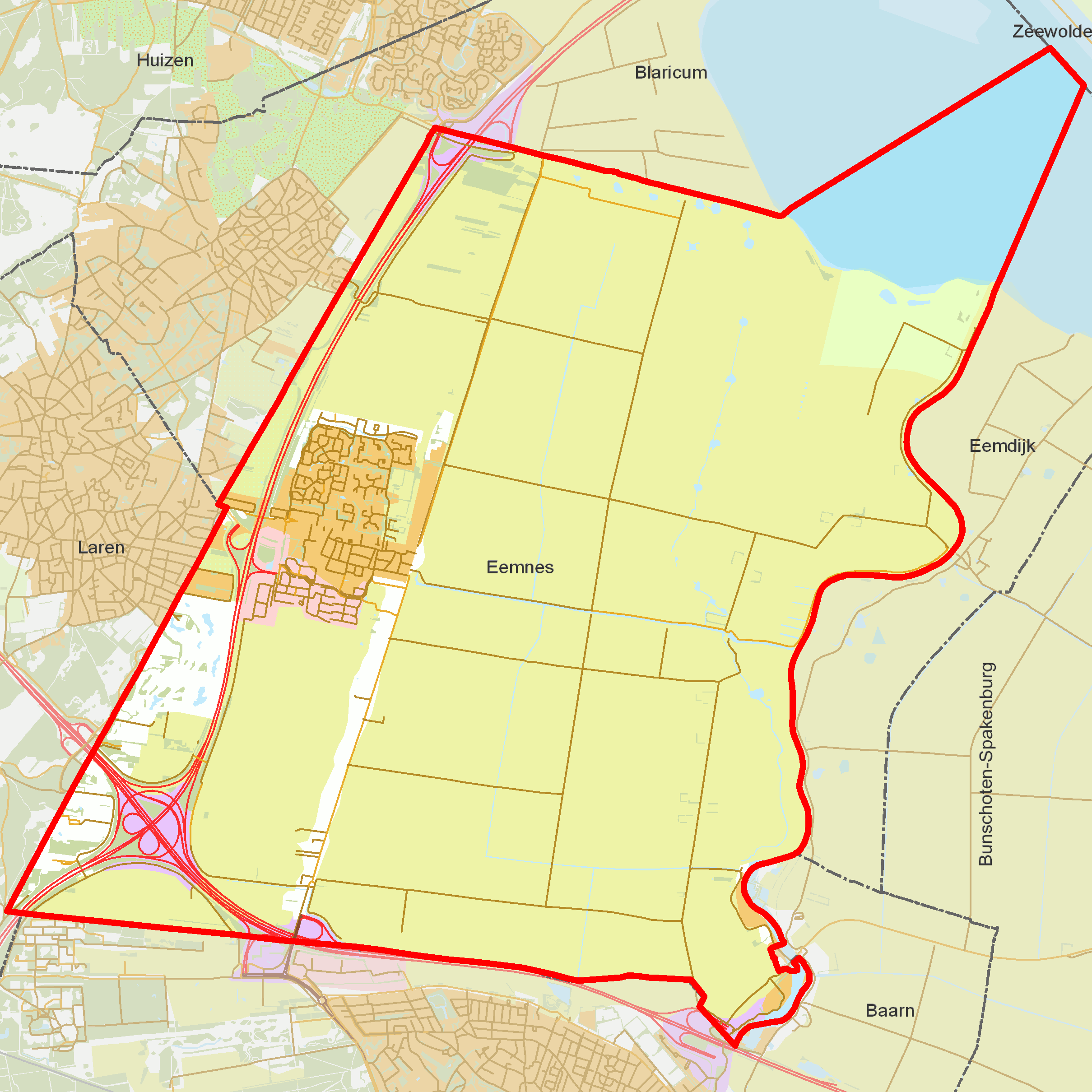
Woonplaatsen in de gemeente Eemnes

- Eemnes (1037)

## Houten

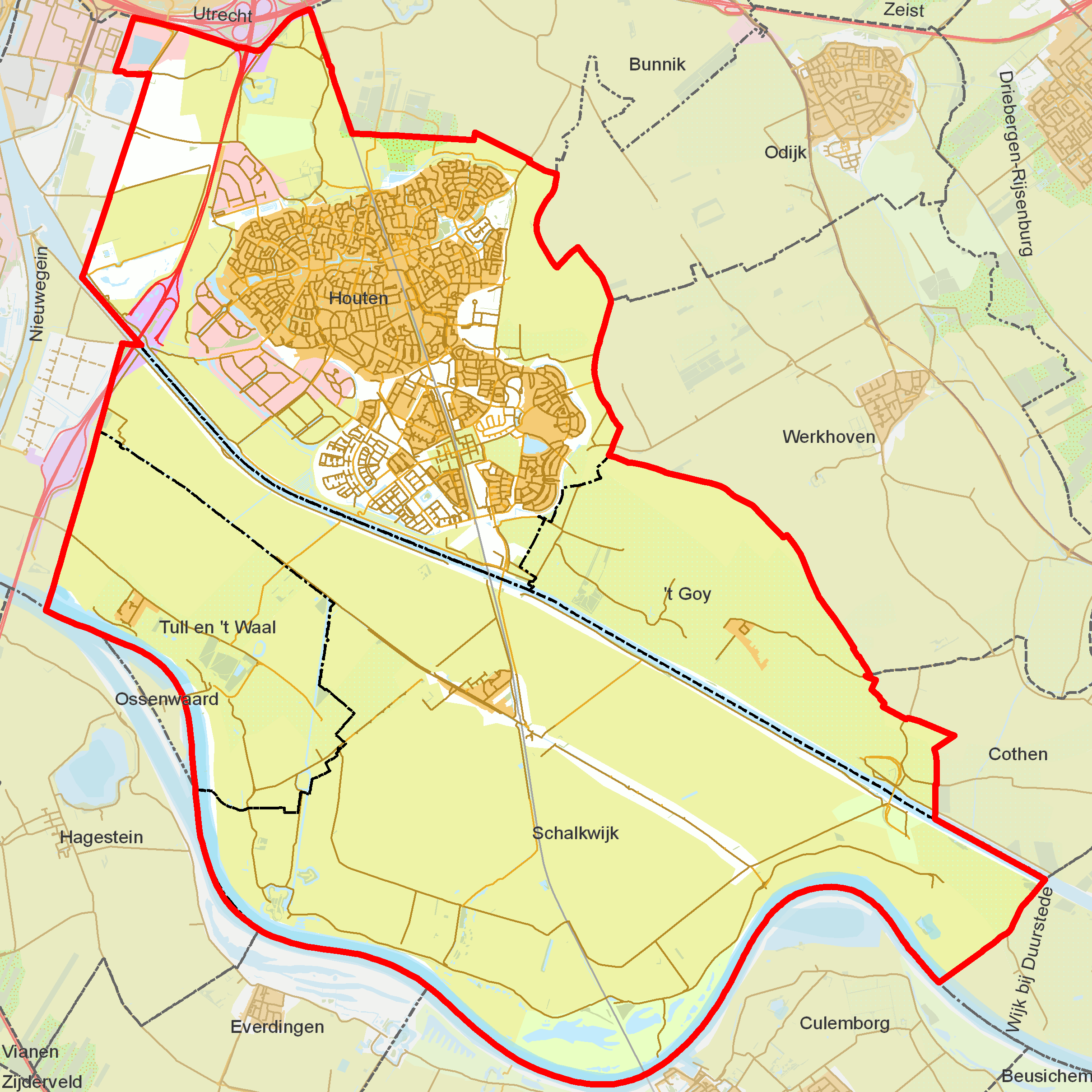
Woonplaatsen in de gemeente Houten

- 't Goy (2054)
- Houten (2053)
- Schalkwijk (2056)
- Tull en 't Waal (2055)

## IJsselstein

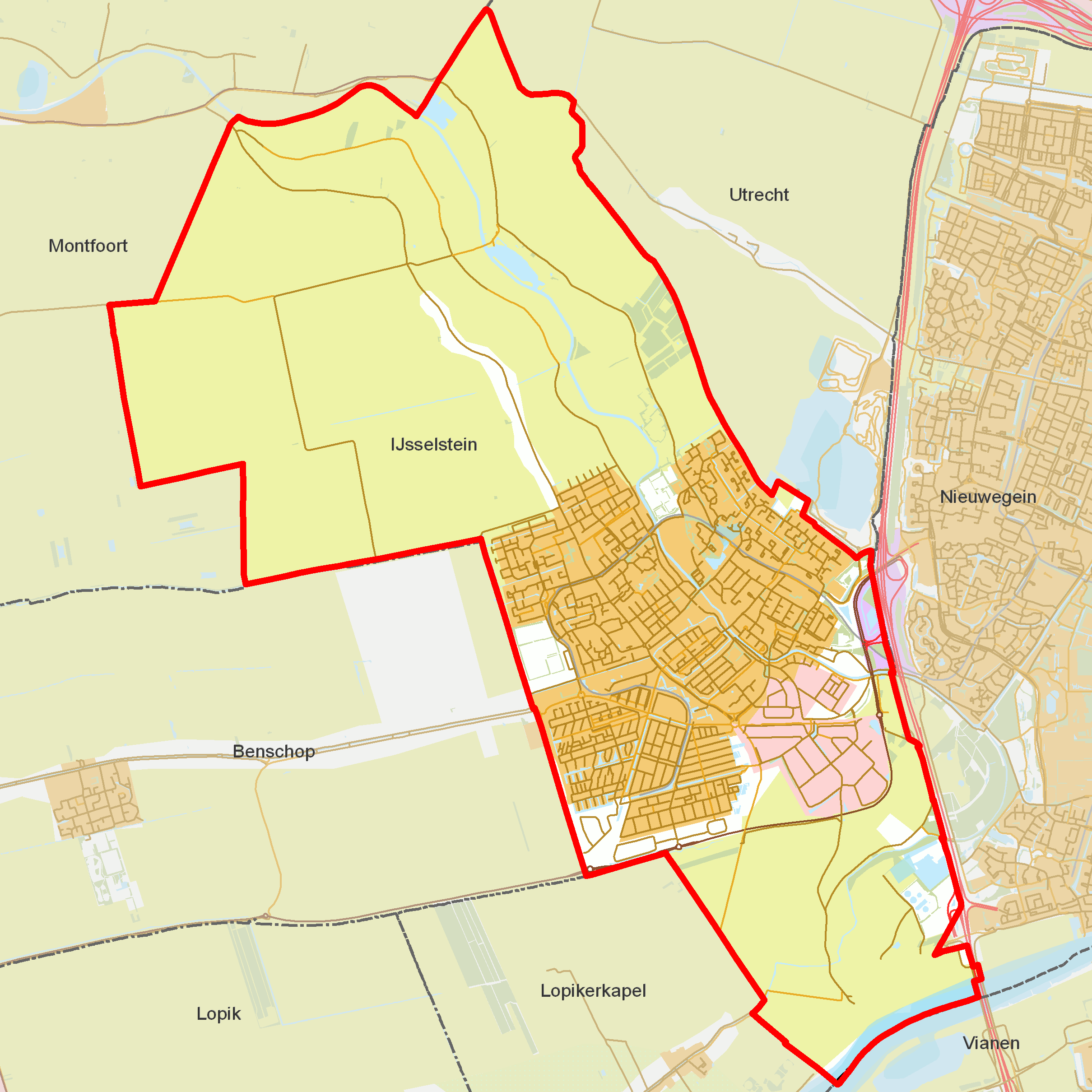
Woonplaatsen in de gemeente IJsselstein

- IJsselstein (2432)

## Leusden

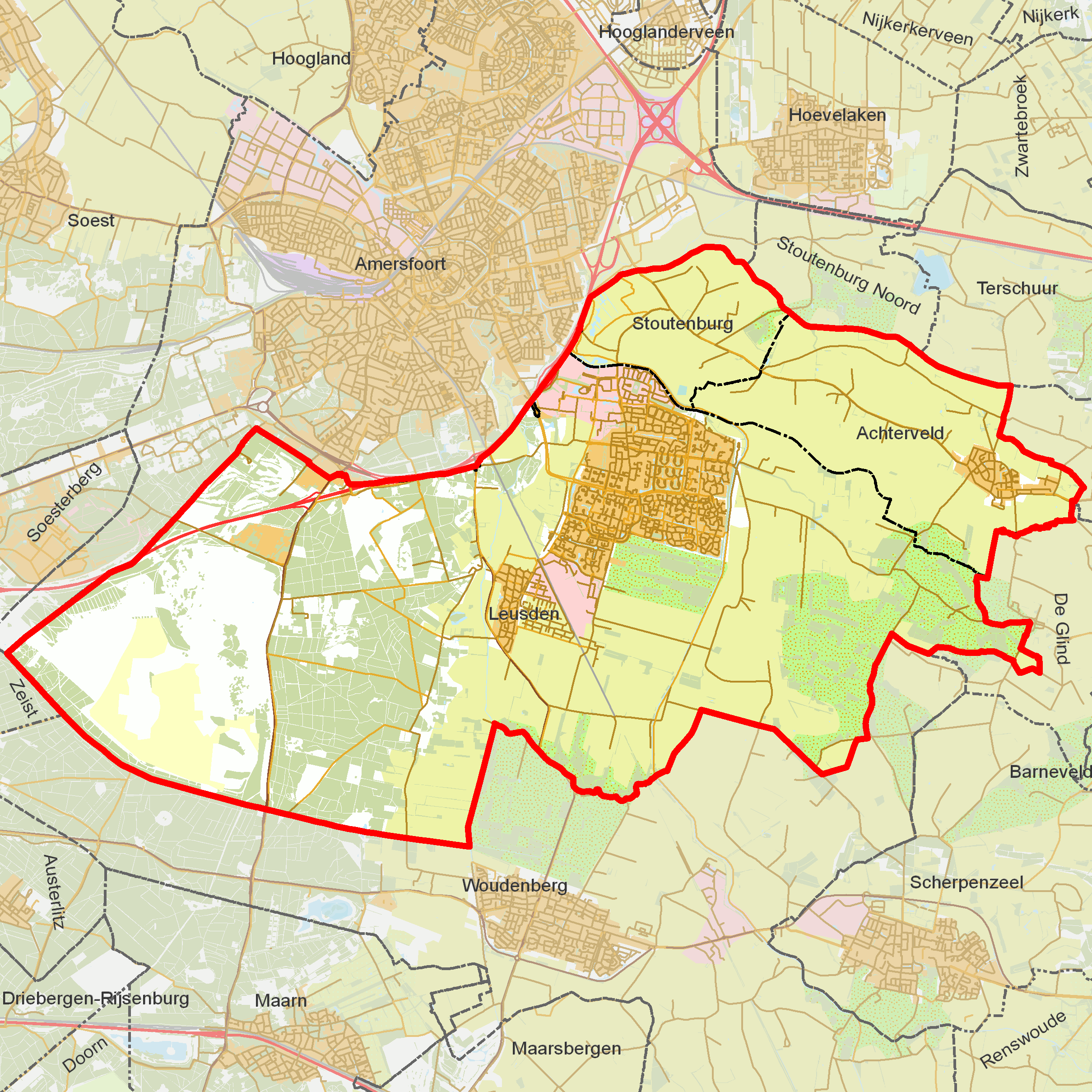
Woonplaatsen in de gemeente Leusden

- Achterveld (2640)
- Leusden (2638)
- Stoutenburg (2639)

## Lopik

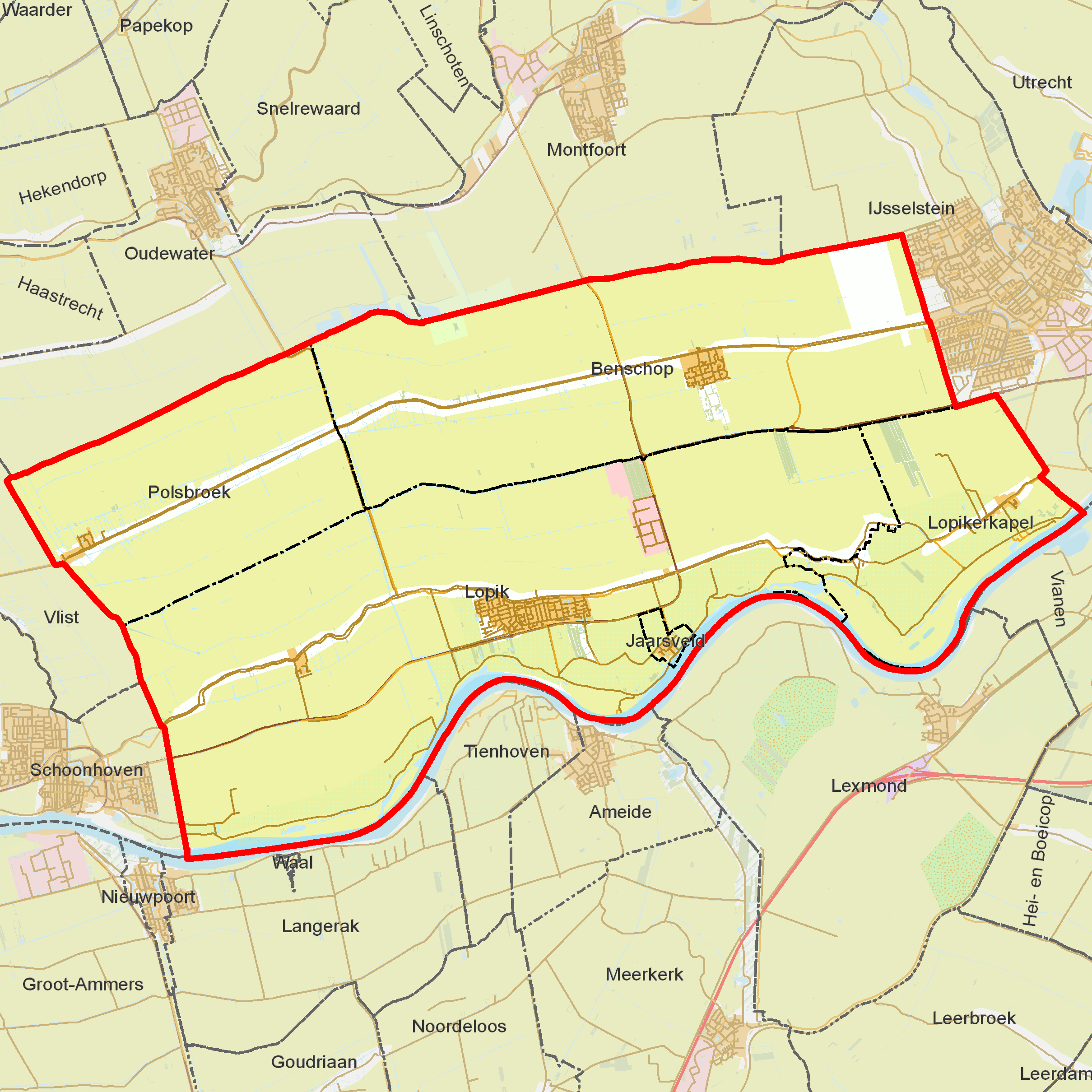
Woonplaatsen in de gemeente Lopik

- Benschop (1958)
- Jaarsveld (1959)
- Lopik (1960)
- Lopikerkapel (1961)
- Polsbroek (1962)

## Montfoort

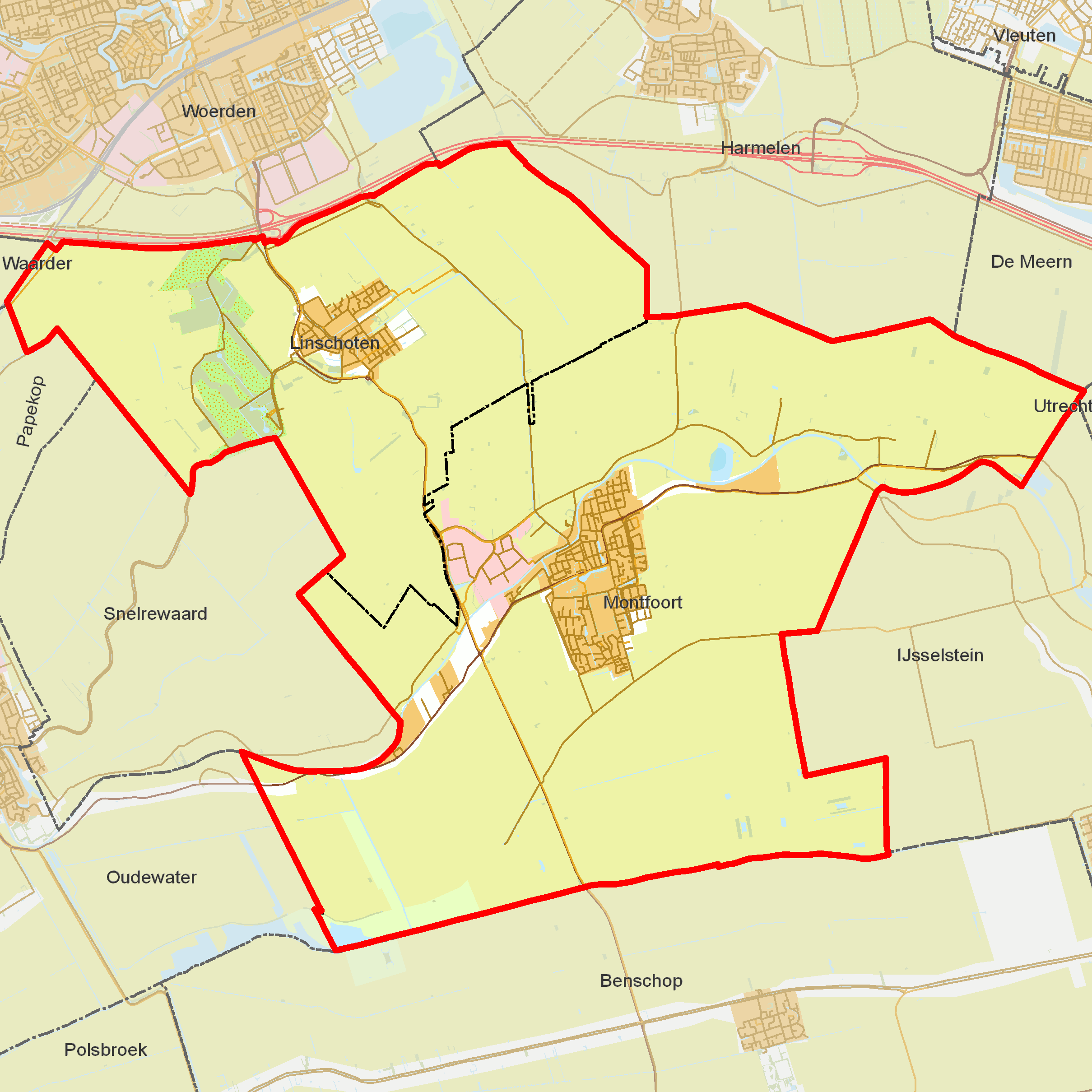
Woonplaatsen in de gemeente Montfoort

- Linschoten (1963)
- Montfoort (1964)

## Nieuwegein

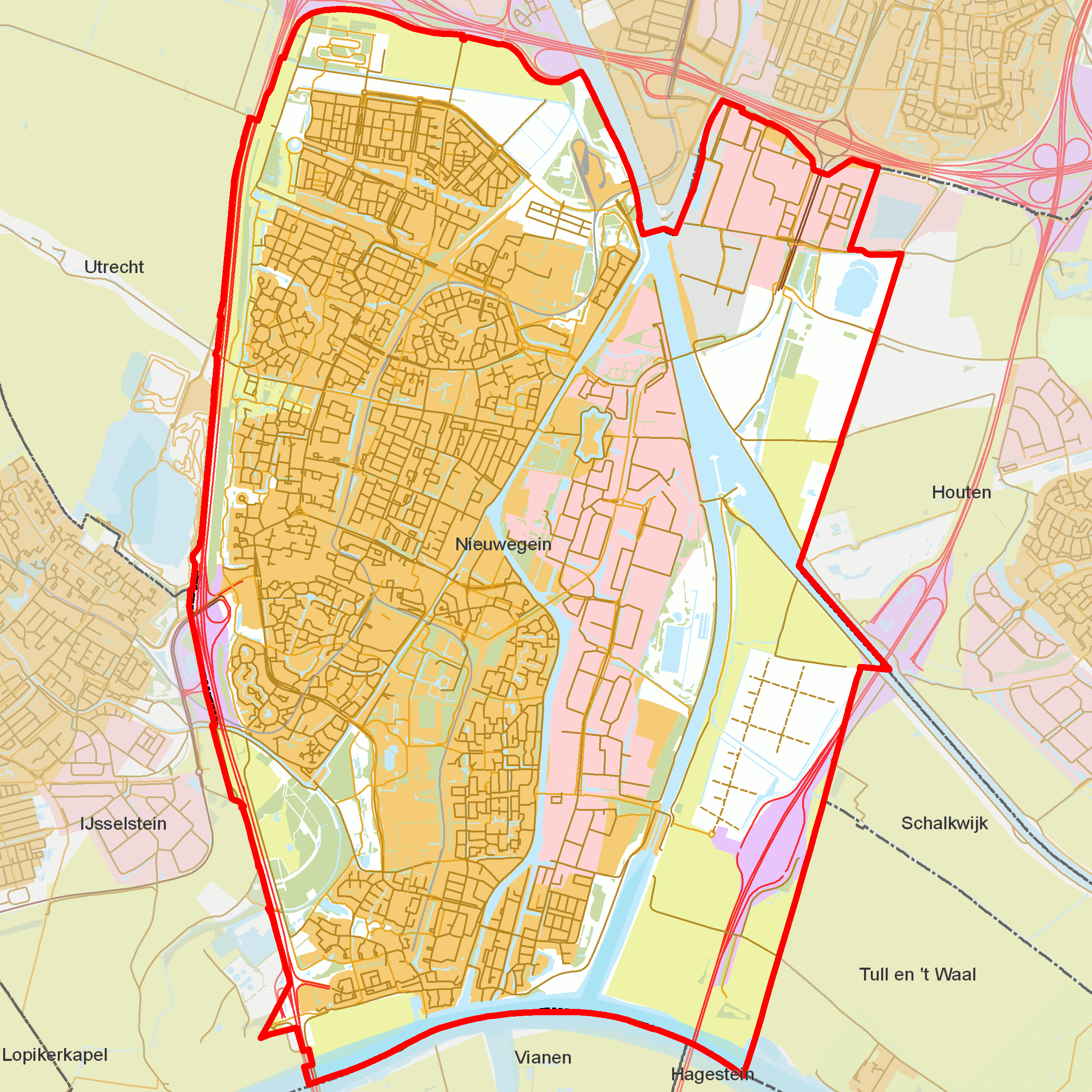
Woonplaatsen in de gemeente Nieuwegein

- Nieuwegein (1108)

## Oudewater

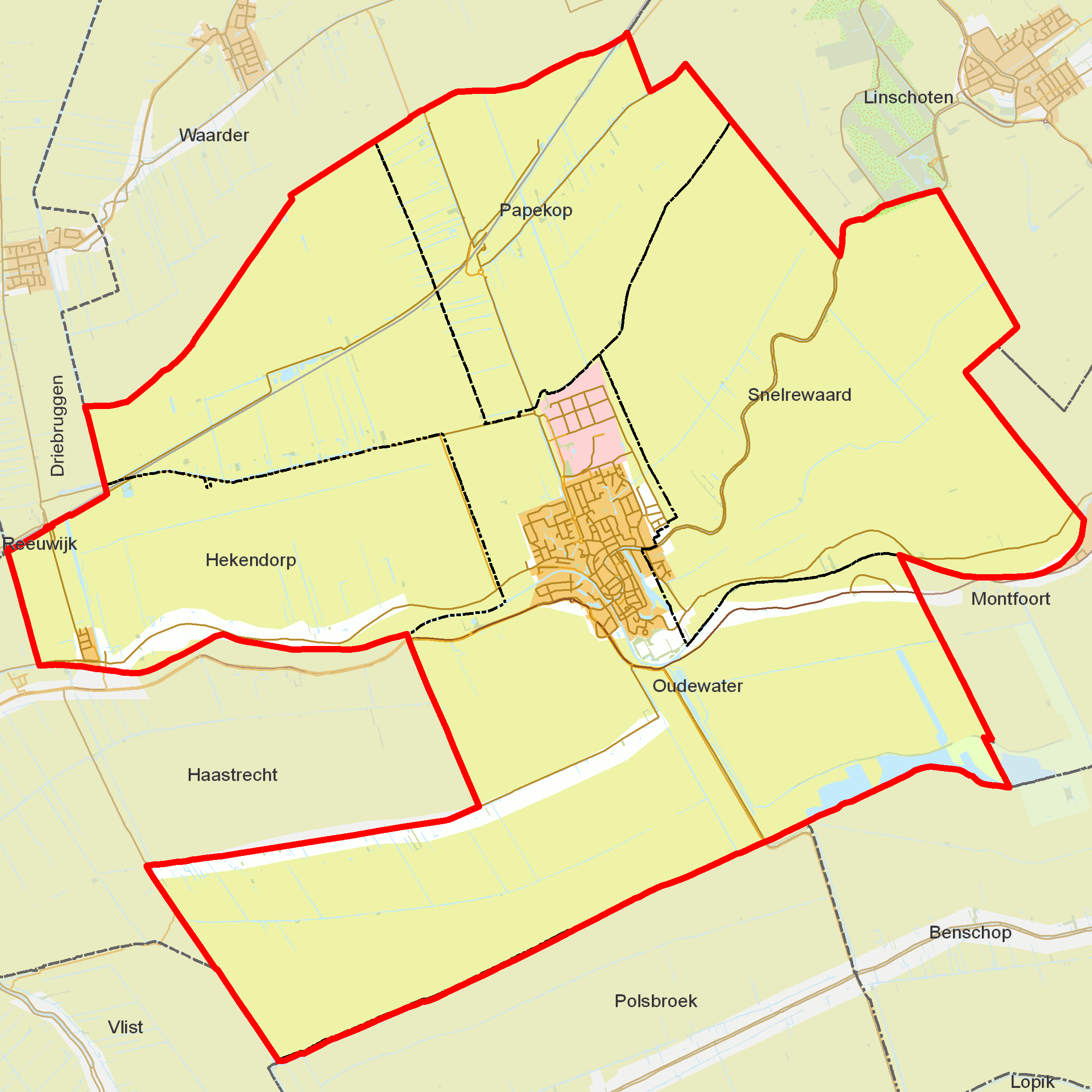
Woonplaatsen in de gemeente Oudewater

- Hekendorp (1909)
- Oudewater (1910)
- Papekop (1911)
- Snelrewaard (1912)

## Renswoude

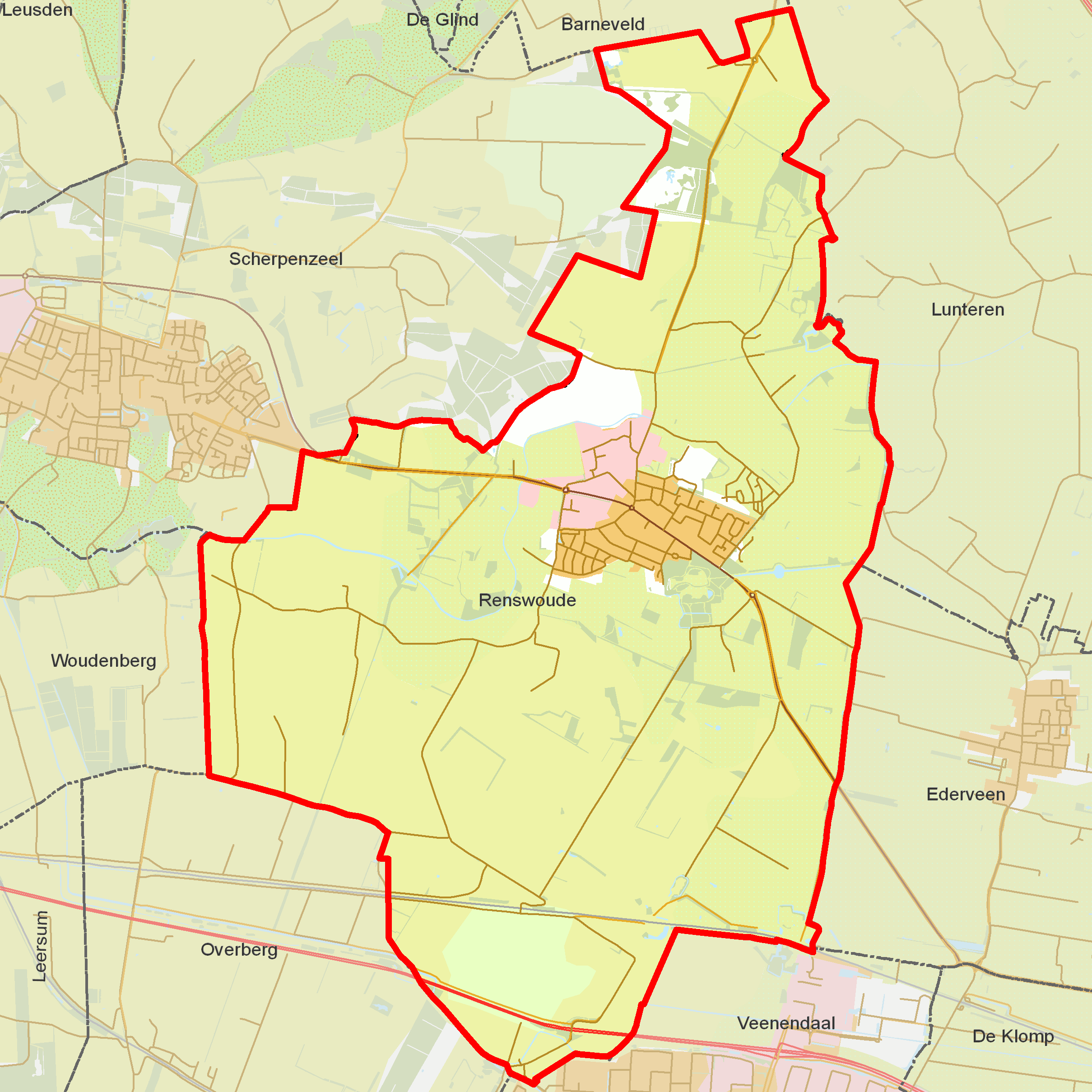
Woonplaatsen in de gemeente Renswoude

- Renswoude (2141)

## Rhenen

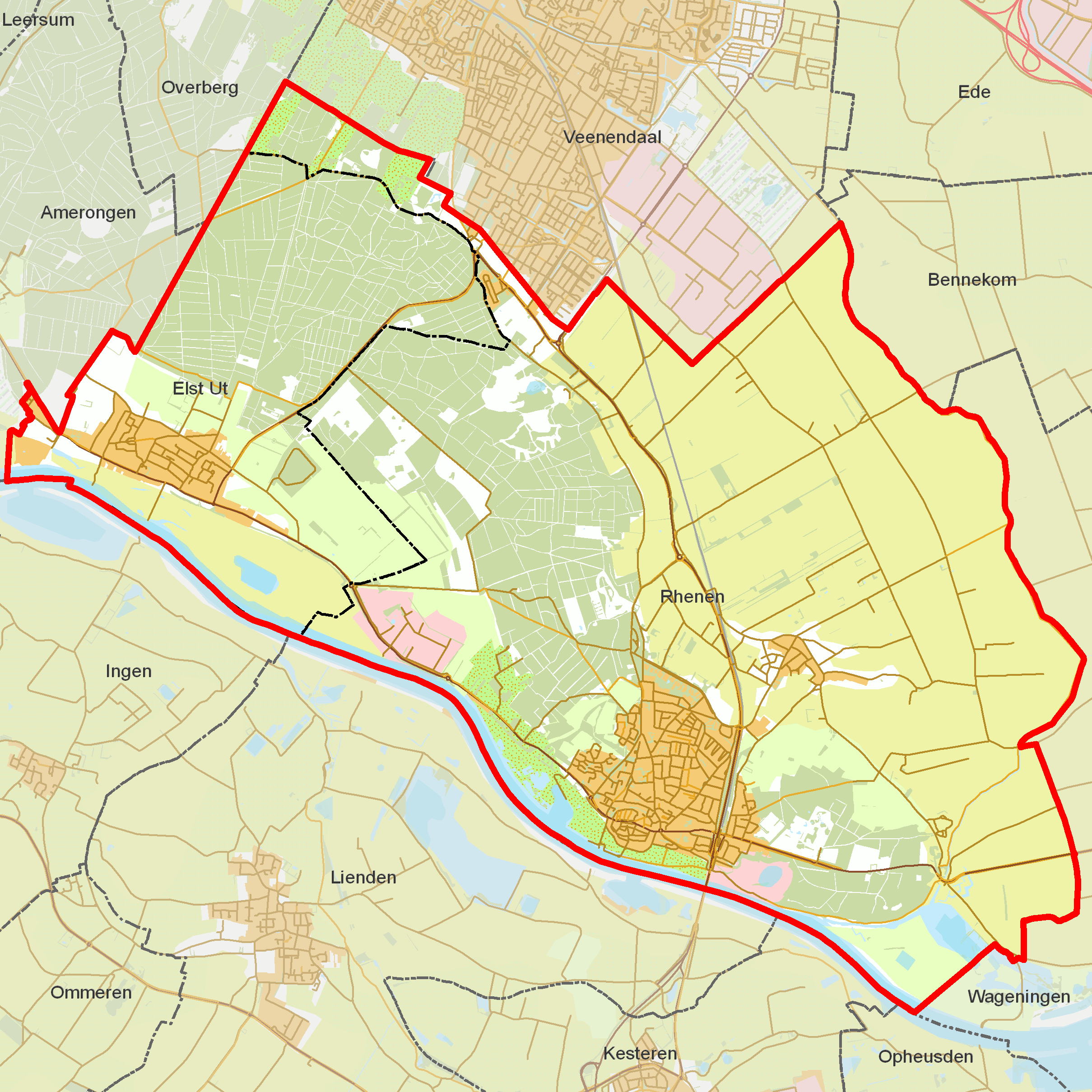
Woonplaatsen in de gemeente Rhenen

- Elst (1400)
- Rhenen (1399)

## Soest

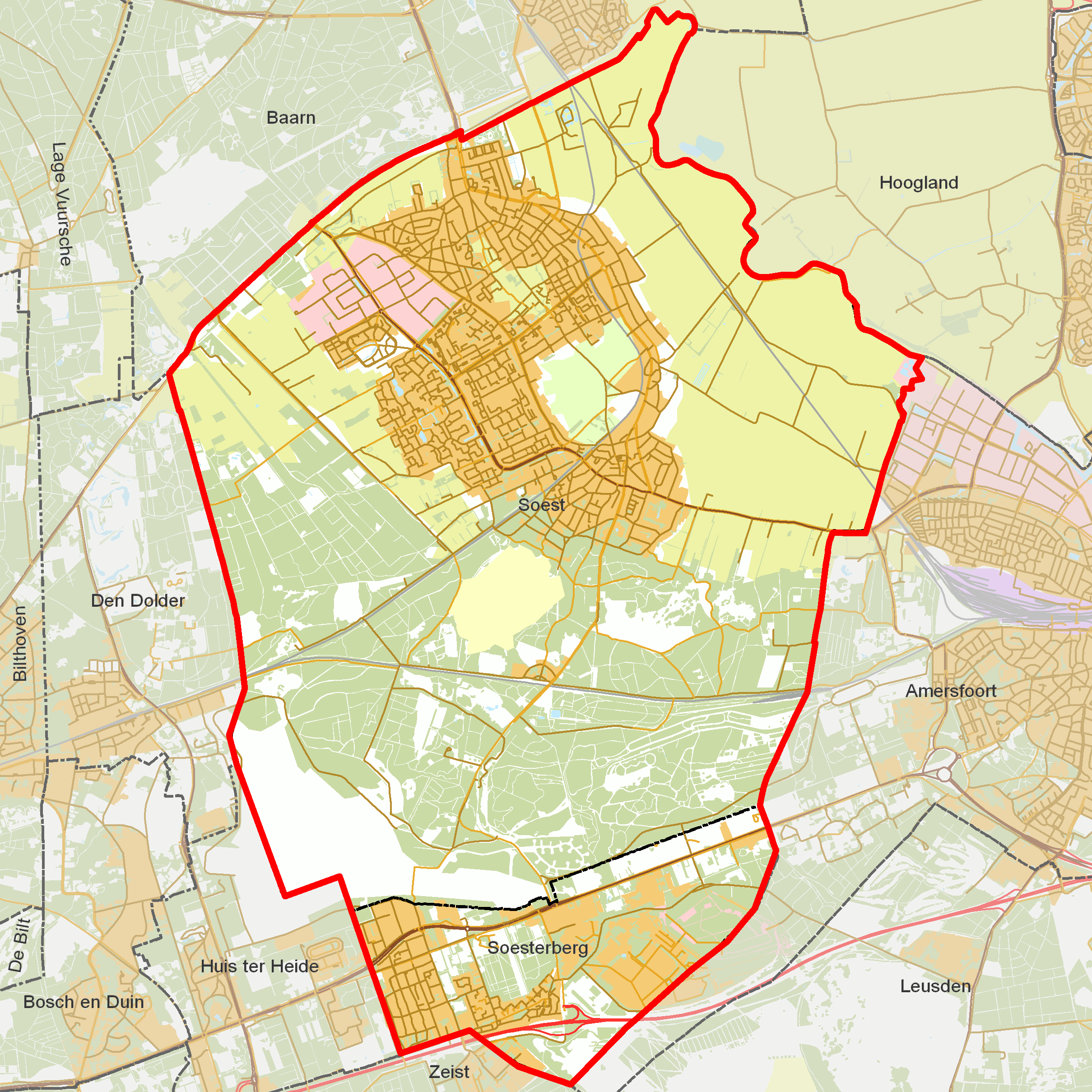
Woonplaatsen in de gemeente Soest

- Soest (1013)
- Soesterberg (1014)

## Stichtse Vecht

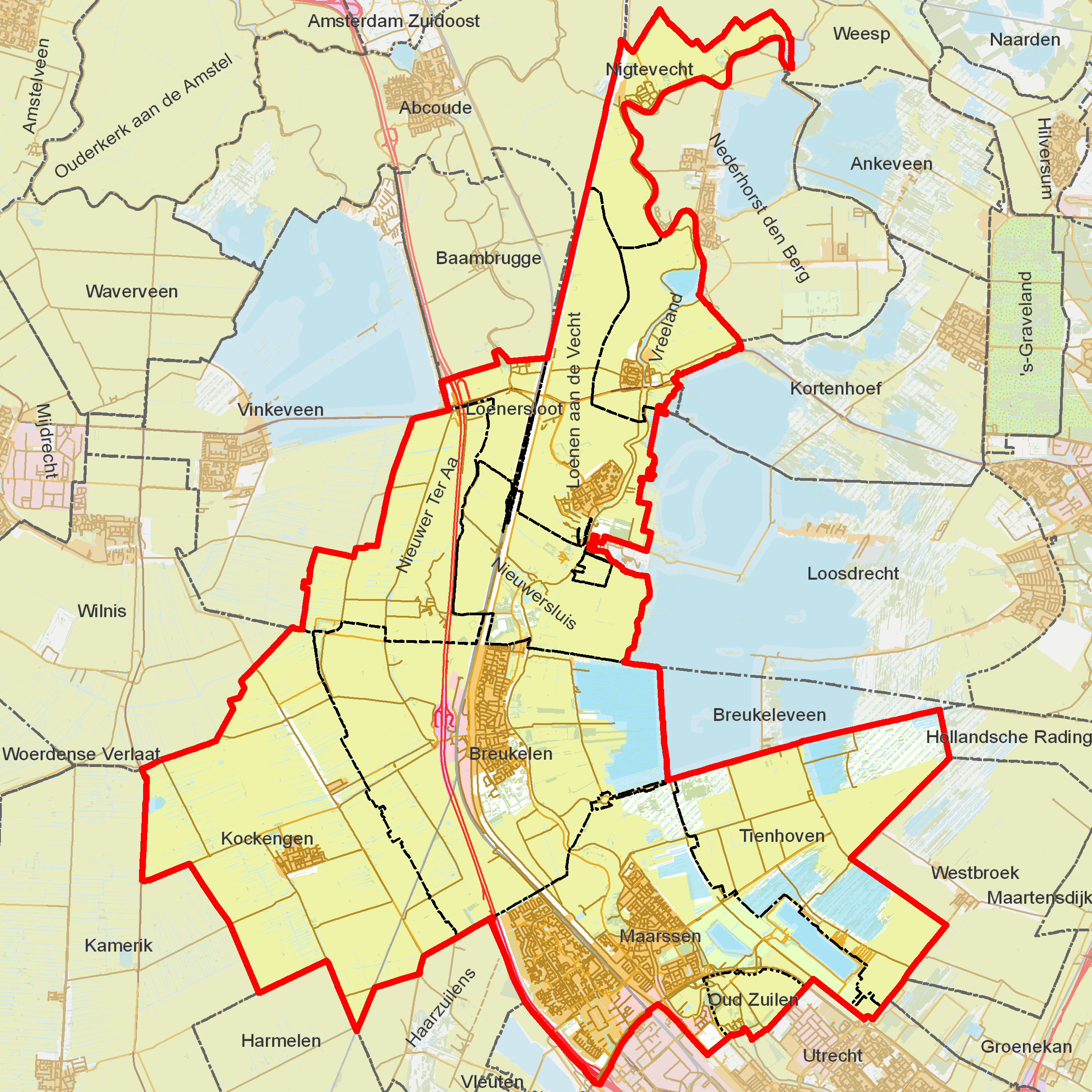
Woonplaatsen in de gemeente Stichtse Vecht

- Breukelen (1392)
- Kockengen (1393)
- Loenen aan de Vecht (2219)
- Loenersloot (2220)
- Maarssen (2064)
- Nieuwer Ter Aa (1394)
- Nieuwersluis (2221)
- Nigtevecht (2222)
- Oud-Zuilen (2066)
- Tienhoven (2065)
- Vreeland (2223)

## Utrecht

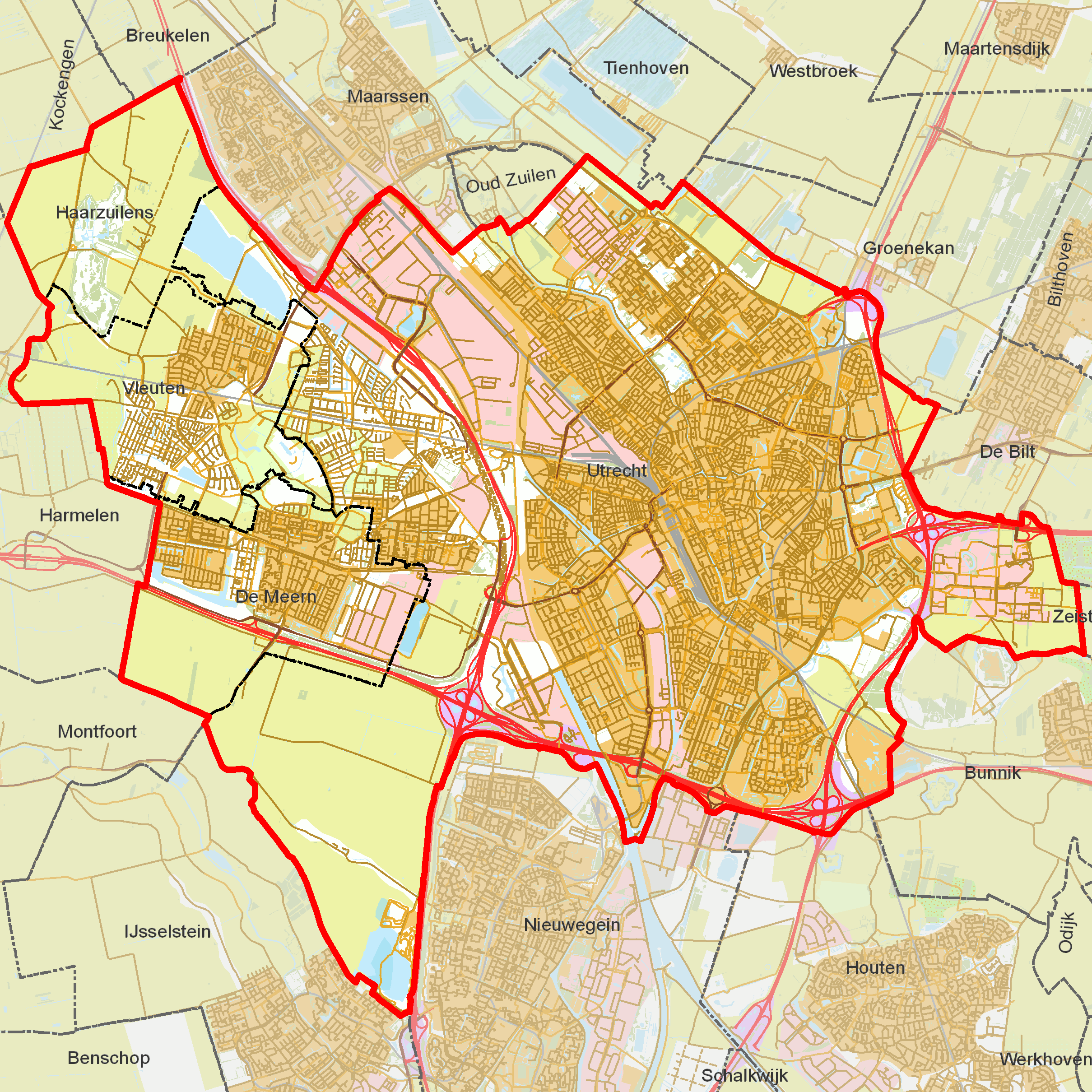
Woonplaatsen in de gemeente Utrecht

- De Meern (deel van wijk Vleuten-De Meern) (3297)
- Haarzuilens (deel van wijk Vleuten-De Meern)  (3298)
- Utrecht (3295)
- Vleuten (deel van wijk Vleuten-De Meern) (3296)

## Utrechtse Heuvelrug

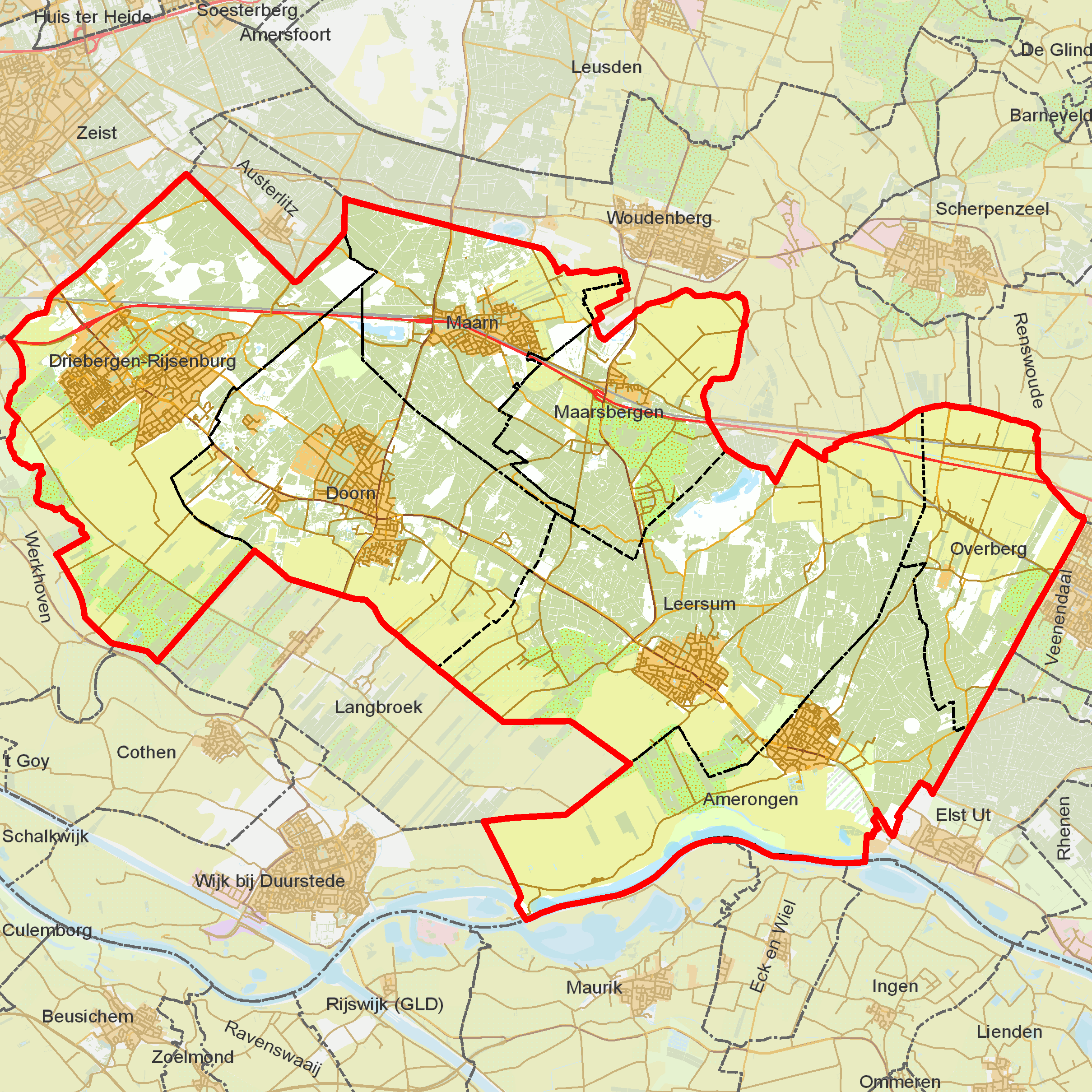
Woonplaatsen in de gemeente Utrechtse Heuvelrug

- Amerongen (3337)
- Doorn (3339)
- Driebergen-Rijsenburg (3335)
- Leersum (3336)
- Maarn (3340)
- Maarsbergen (3341)
- Overberg (3338)

## Veenendaal

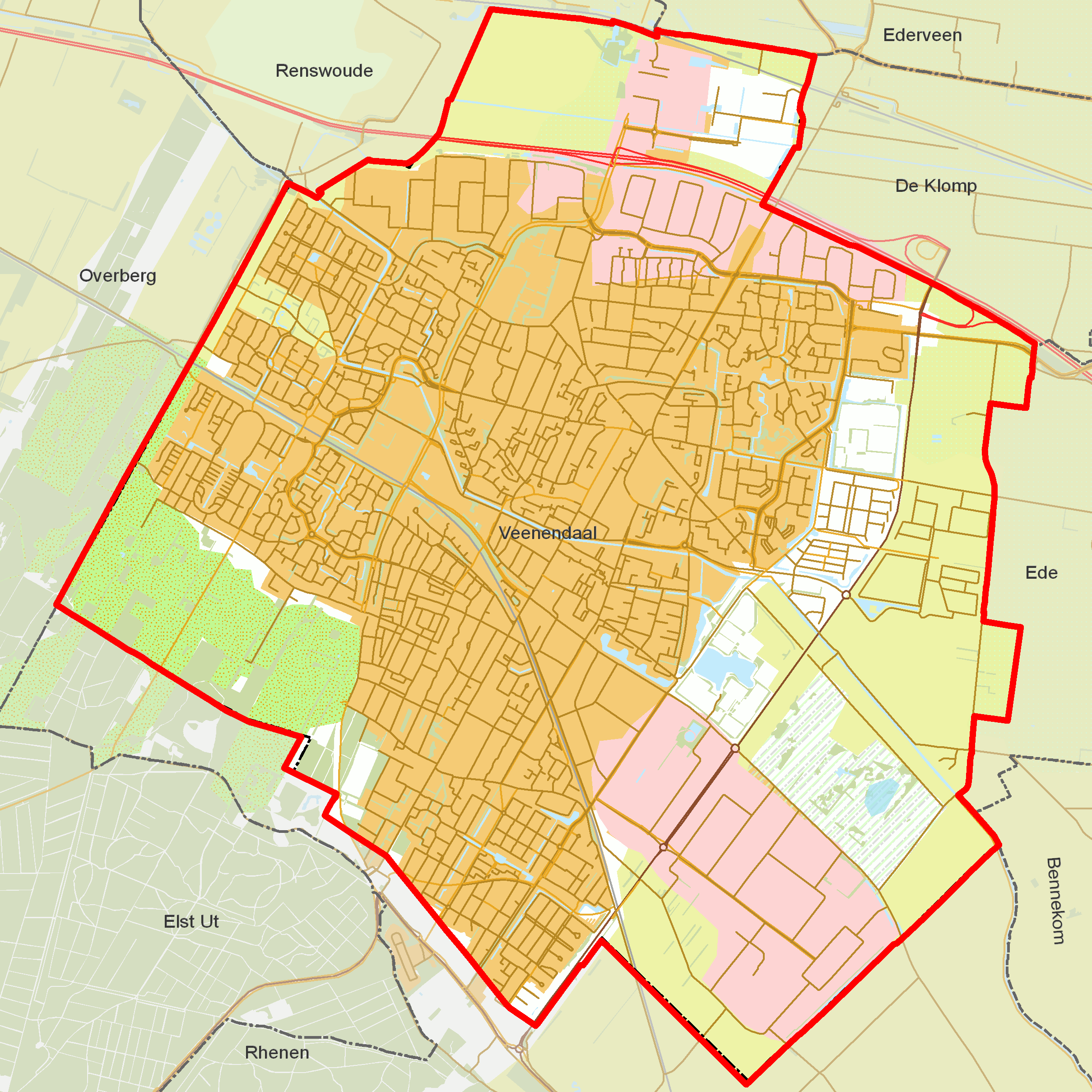
Woonplaatsen in de gemeente Veenendaal

- Veenendaal (2048)

## Vijfheerenlanden

### Leerdam

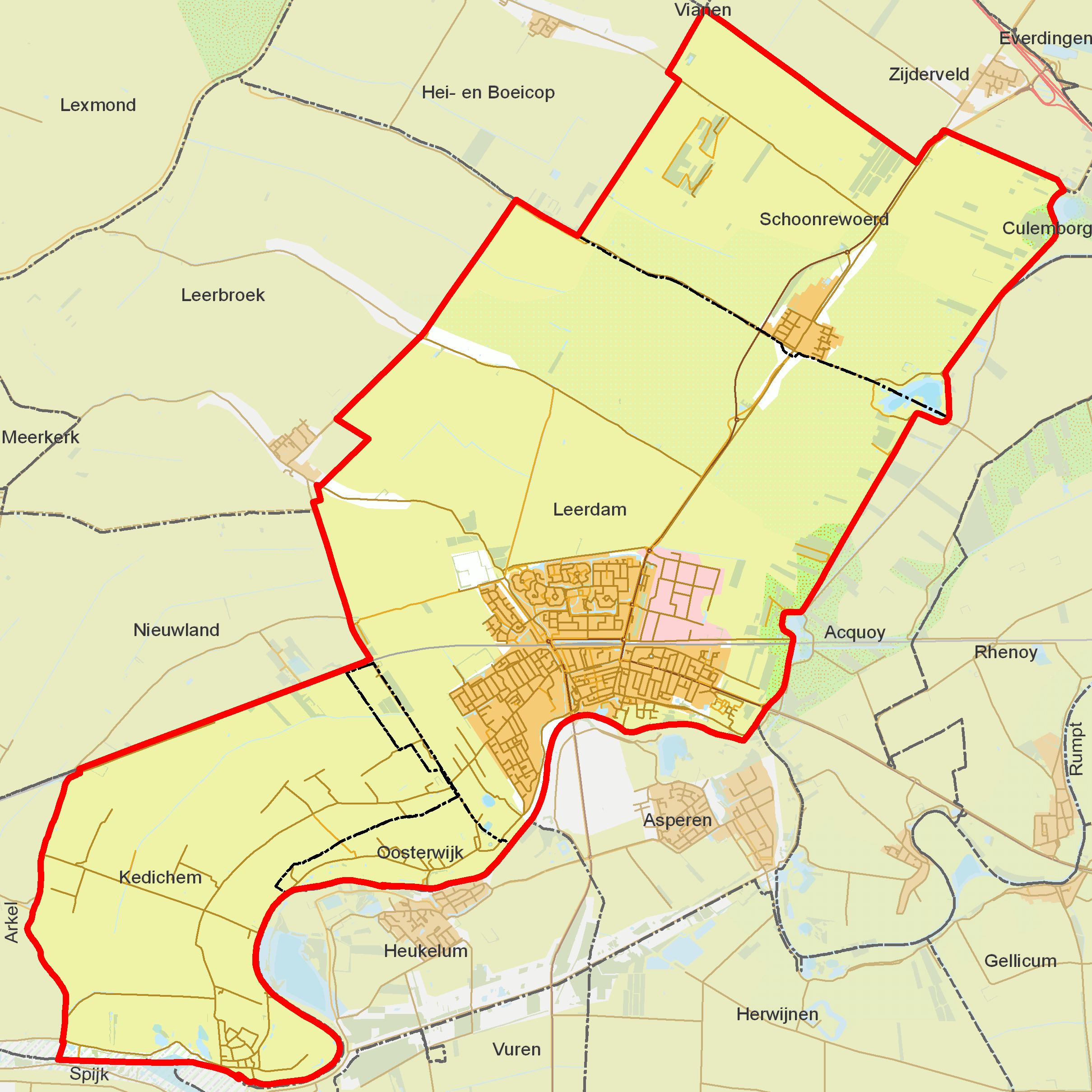
Woonplaatsen in de voormalige gemeente Leerdam

- Kedichem (2273)
- Leerdam (2271)
- Oosterwijk (2274)
- Schoonrewoerd (2272)

### Vianen

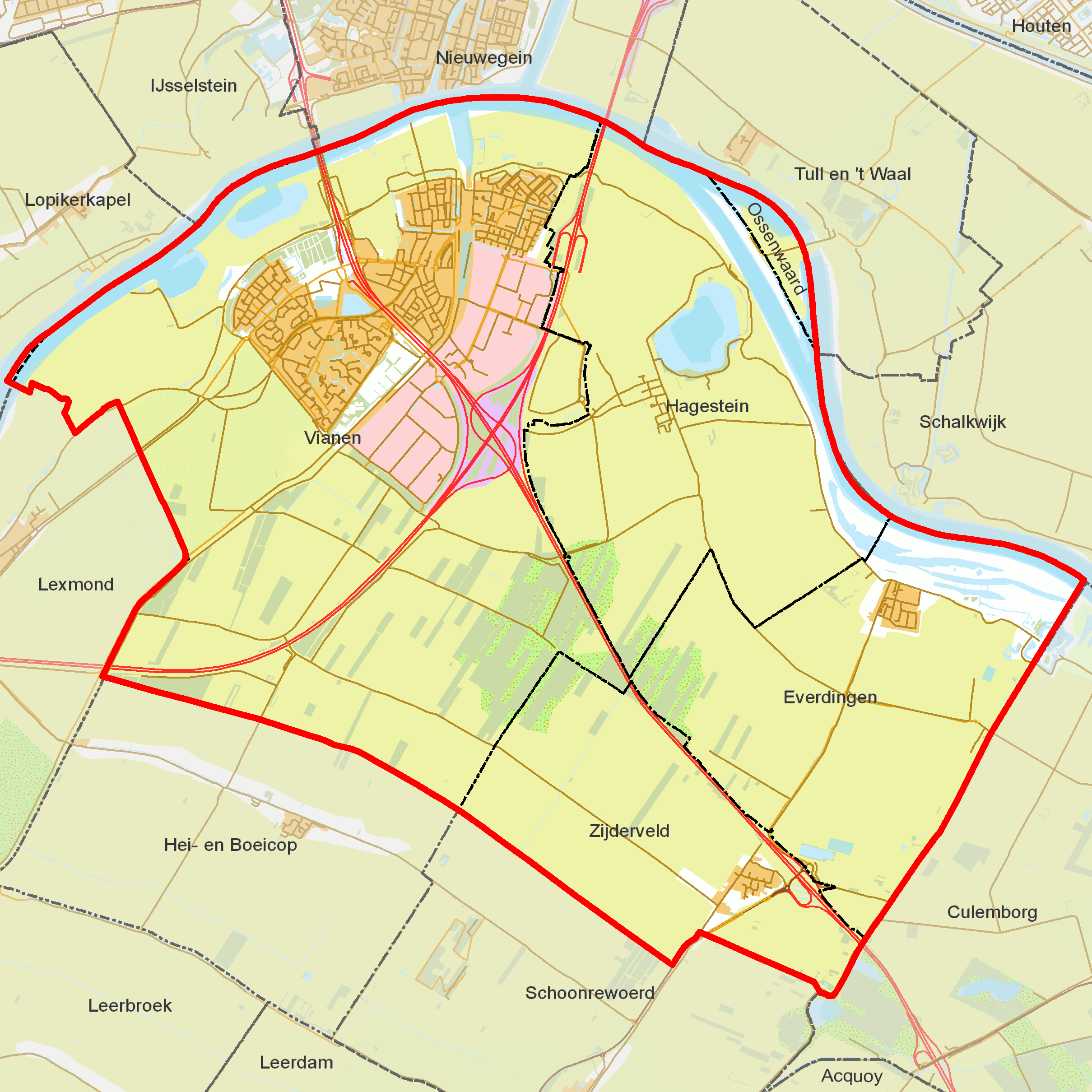
Woonplaatsen in de voormalige gemeente Vianen

- Everdingen (2840)
- Hagestein (3625)
- Hoef en Haag (3626)
- Ossenwaard (2842)
- Vianen (2843)
- Zijderveld (2844)

### Zederik

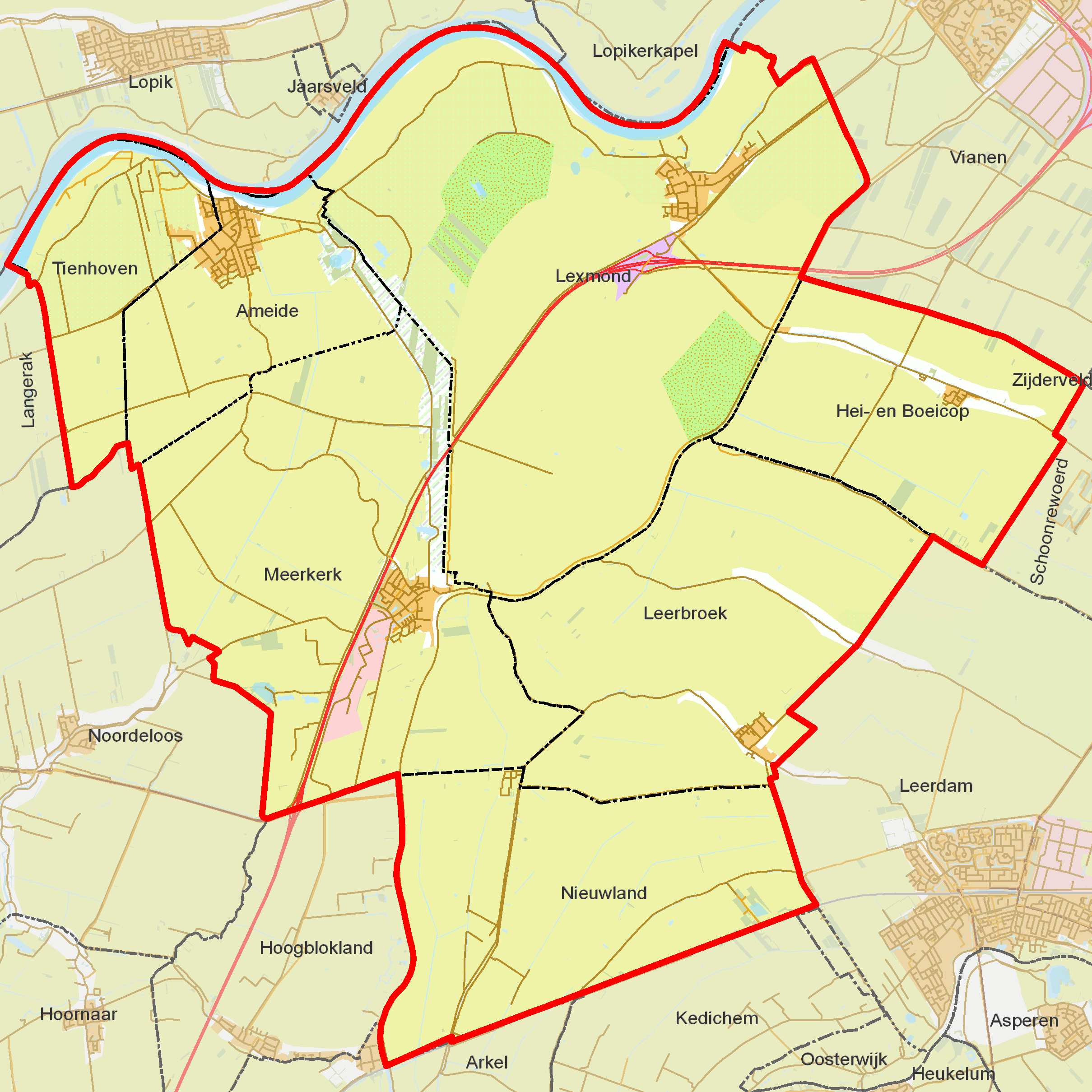
Woonplaatsen in de voormalige gemeente Zederik

- Ameide (2106)
- Hei- en Boeicop (2109)
- Leerbroek (2110)
- Lexmond (2105)
- Meerkerk (2108)
- Nieuwland (2111)
- Tienhoven aan de Lek (2107)

## Wijk bij Duurstede

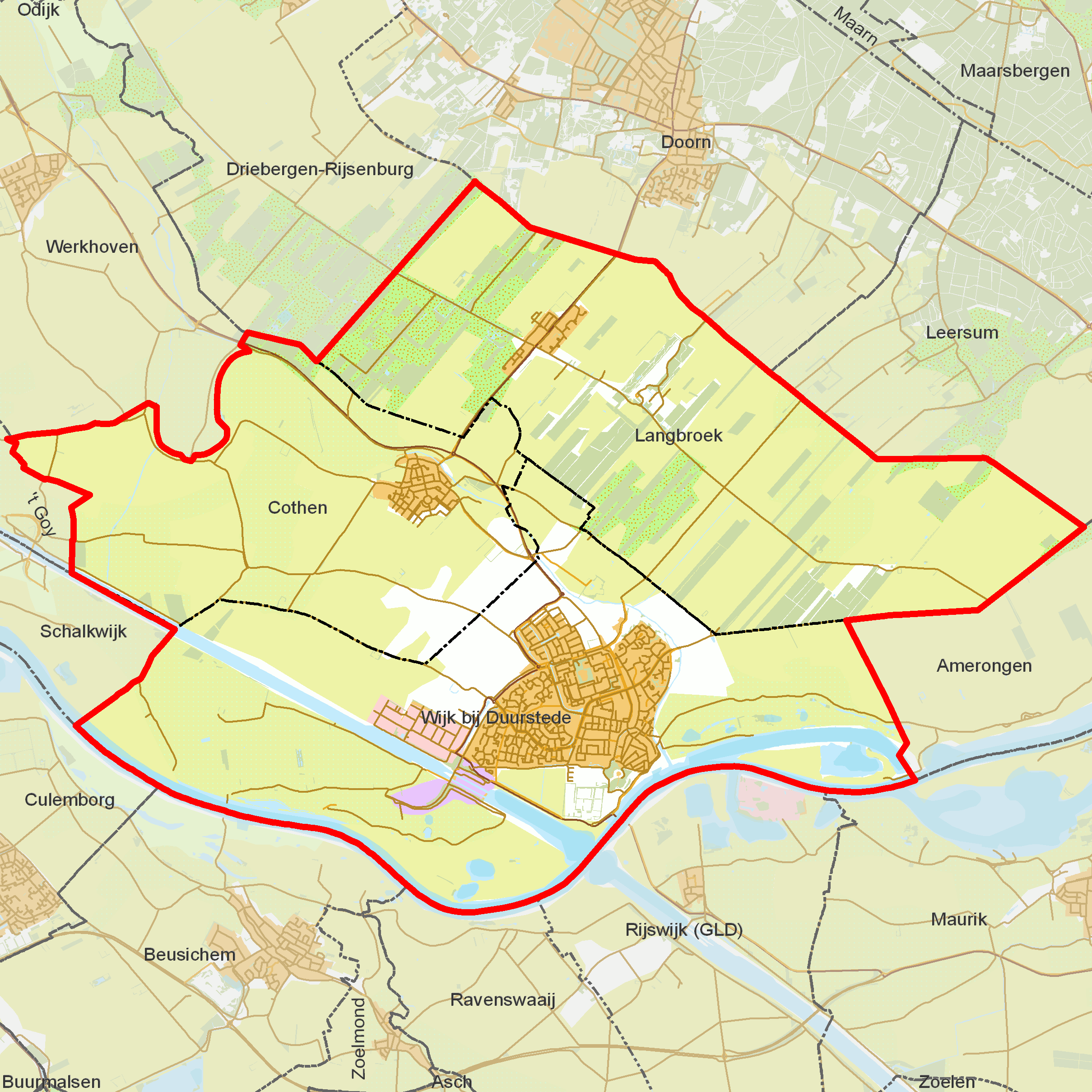
Woonplaatsen in de gemeente Wijk bij Duurstede

- Cothen (1304)
- Langbroek (1303)
- Wijk bij Duurstede (1302)

## Woerden

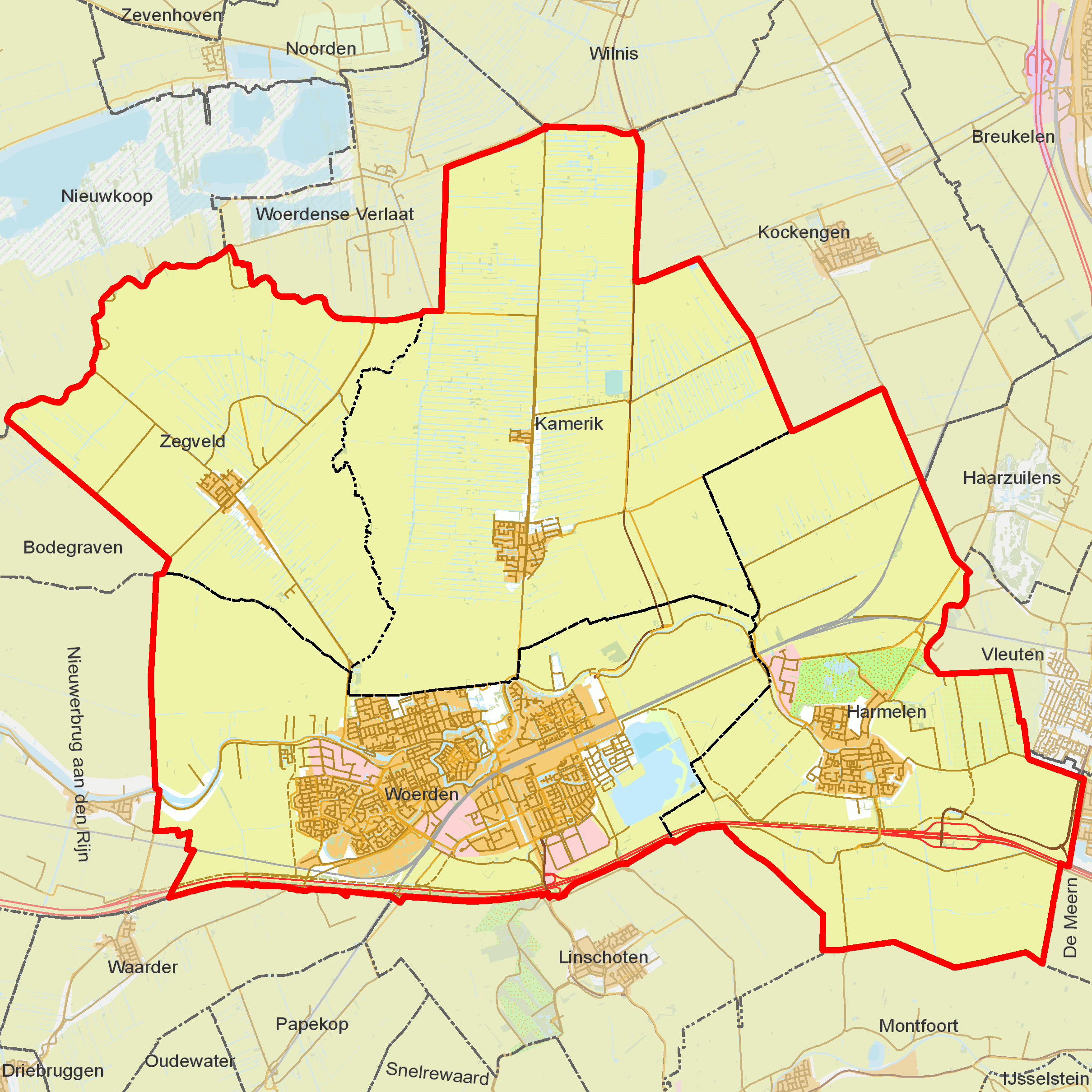
Woonplaatsen in de gemeente Woerden

- Harmelen (1072)
- Kamerik (1073)
- Woerden (1071)
- Zegveld (1074)

## Woudenberg

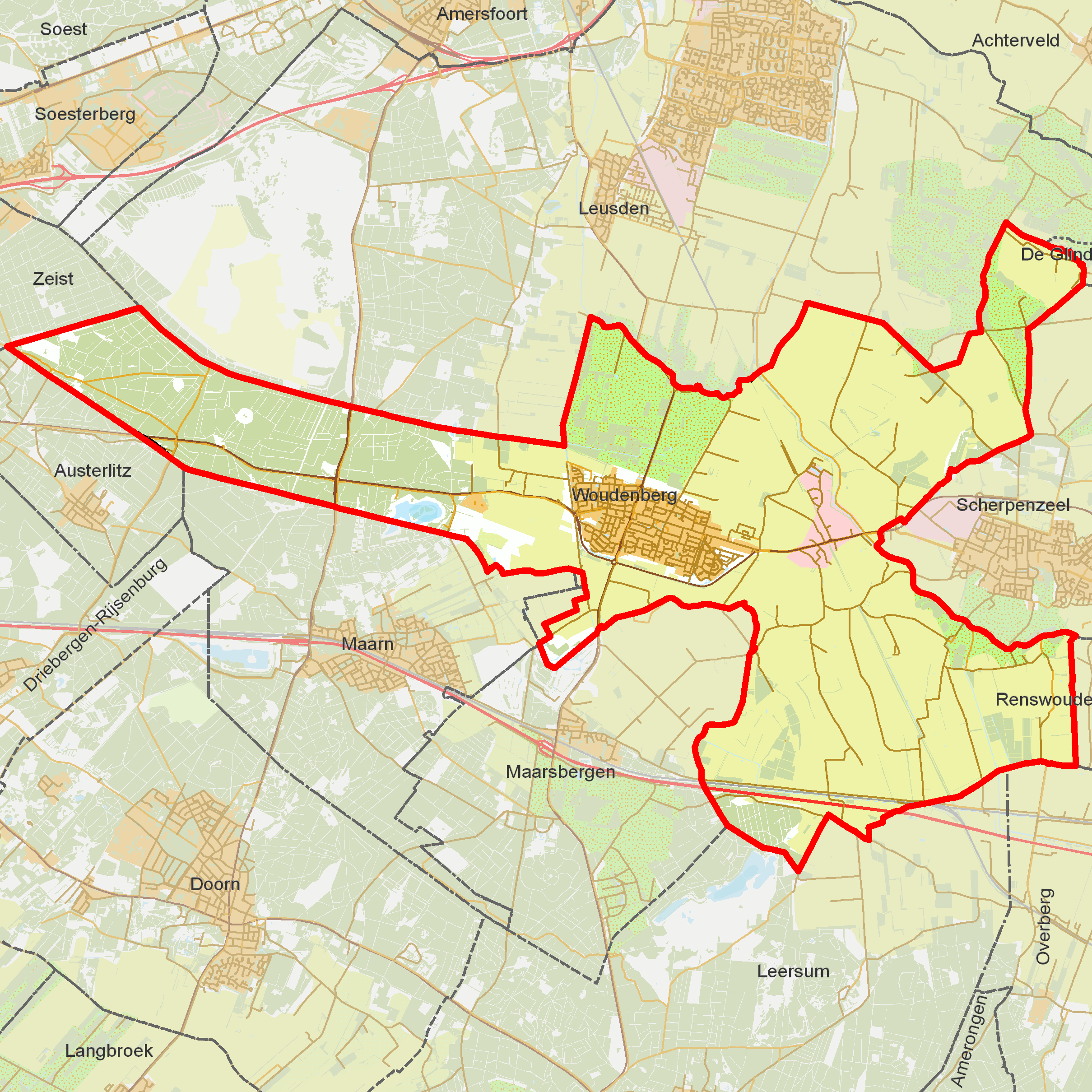
Woonplaatsen in de gemeente Woudenberg

- Woudenberg (2523)

## Zeist

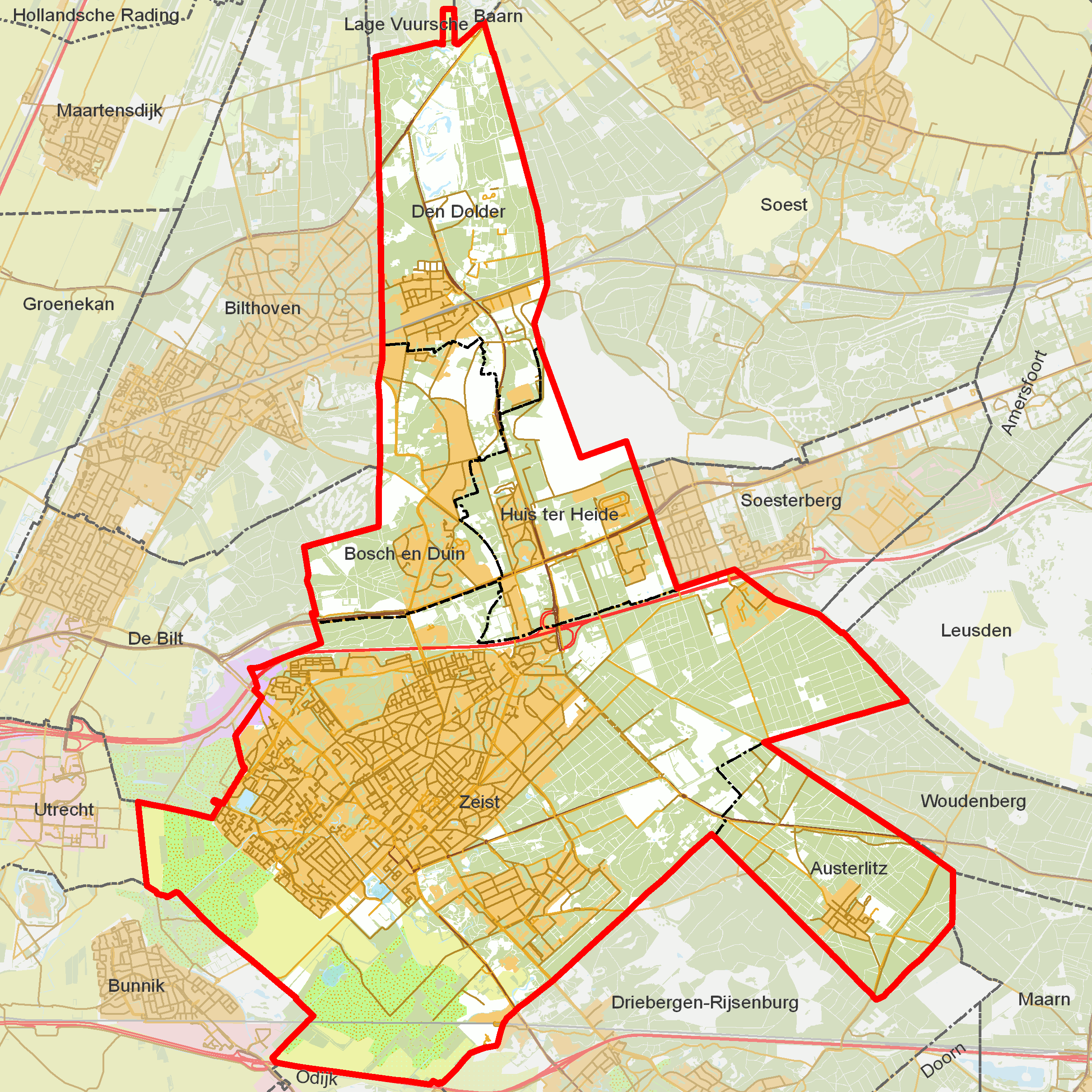
Woonplaatsen in de gemeente Zeist

- Austerlitz (2824)
- Bosch en Duin (2823)
- Den Dolder (2822)
- Huis ter Heide (2825)
- Zeist (2821)